# 粗壮银莲花
粗壮银莲花（学名：Anemone robusta）为毛茛科银莲花属的植物，是中国的特有植物。分布在中国大陆的云南等地，生长于海拔2,500米至3,000米的地区，多生于山地谷中，目前尚未由人工引种栽培。